# Deborah Wells
Deborah Wells (Budapest, 31 de diciembre de 1970) es una actriz pornográfica retirada húngara. Estuvo activa de 1989 hasta el 2003. Posó para la versión alemana de la revista Playboy y pocos meses después realizó varias películas porno producidas por Teresa Orlowski. En 1990 trabajó como bailarina nudista en el programa de juegos Italiano Colpo Grosso.
Ha actuado en más de 190 películas y ha dirigido una: Matrimonio d'interesse (1994).